# Secretaria de Estado de Comunicação do Distrito Federal
A Secretaria de Estado de Comunicação é um dos órgãos da administração direta do Governo do Distrito Federal, no Brasil. Tem como funções planejar, coordenar e executar a política de comunicação do governo, incluindo a execução da publicidade governamental e das campanhas educativas.
Seu atual secretário é o jornalista e economista Weligton Moraes, que ocupa o posto pela sexta vez. 